# PZInż. 342
Der Radschlepper PZInż. 342, auch bekannt als C5P, wurde in den 1930er Jahren entwickelt und als Prototyp für die polnischen Streitkräfte gebaut.

## Entwicklungsgeschichte
Mitte der 1930er Jahre verfügte die polnische Armee über einen Kraftfahrzeugpark mit verschiedensten Fahrzeugen. Zur gleichen Zeit wurden in Frankreich neue Fahrzeugtypen mit Allradantrieb und großen Rädern eingeführt. Die polnische Armee wollte nun ebenfalls solche geländegängigen Fahrzeuge und zusätzlich den Kraftfahrzeugpark vereinheitlichen und modernisieren. Daraufhin begannen die Ingenieure der Firma Państwowe Zakłady Inżynierii (kurz: PZInż.) mit der Entwicklung an einem Radschlepper, welcher später die Bezeichnung PZInż. 312 erhalten sollte.
Nachdem man bei diesem Prototyp Konstruktionsfehler beseitigt hatte, wurden die gewonnenen Erfahrungen in das neue Design mit der Bezeichnung PZInż. 342 einbezogen. Dadurch vereinfachte sich das Design und die Geländegängigkeit wurde deutlich verbessert. Die Arbeiten an dem neuen Fahrzeug begannen Ende 1937 und dauerten bis in die zweite Hälfte des Jahres 1938.
Nachdem der erst Prototyp Anfang 1939 fertiggestellt wurde, begannen Test und Erprobungen. Diese verliefen sehr gut und nach der Beseitigung kleinerer Mängel wurde das Fahrzeug zur Truppenerprobung gegeben.

## Produktion
Der erste Prototyp wurde Anfang 1939 fertiggestellt. Bis zum 1. August 1939 folgten noch vier weitere. Geplant war eine Produktion von 200 Fahrzeugen bis zum 1. Juni 1941. Nachdem die Wehrmacht am 1. September 1939 mit dem Einmarsch in Polen begann, wurde eine Serienproduktion nicht mehr durchgeführt.

## Technische Daten
Eine Besonderheit beim PZInż 342 war die Federung. Hierbei verfügte die erste Achse über eine Einzelradaufhängung, während die zweite Achse eine Starrachse war. Angetrieben wurde das Fahrzeug durch einen Sechszylinder-Ottomotor vom Typ PZInż. 725, welcher 95 PS leistete. Damit erreichte das Fahrzeug eine Höchstgeschwindigkeit auf der Straße von 60 km/h. Da es sich um ein Allradfahrzeug handelte, wurden alle Räder und zusätzlich eine Seilwinde vom Motor angetrieben. Das Fahrzeug war 5,3 m lang, 2,2 m breit, 2,6 m hoch und wog leer 4,4 t. Die Nutzlast lag bei 2,1 t und es konnte einen Anhänger mit 5 t Nutzlast ziehen.

## Einsatz
Der PZInż. 342 sollte den Artillerieschlepper C4P ablösen und den Transport der 7,5-cm-Flak wz. 36 übernehmen. Was mit den Prototypen nach dem Einmarsch der Wehrmacht geschah, ist nicht bekannt.